# Alessio Da Cruz
Alessio Da Cruz (Almere, 18 januari 1997) is een Kaapverdisch-Nederlands voetballer die doorgaans als vleugelaanvaller speelt. Hij komt sinds 2024 uit voor Fortuna Sittard.

## Clubcarrière
Da Cruz speelde oorspronkelijk voor BAS-Voetbal uit Biddinghuizen. Op tienjarige leeftijd maakte hij de overstap naar de jeugdopleiding van AFC Ajax. Via de jeugd van Almere City FC kwam hij in 2011 in de voetbalacademie van FC Twente terecht. Als speler van de A1-selectie maakte hij in seizoen 2014/15 reeds enkele keren deel uit van Jong FC Twente en mocht hij meetrainen met het eerste elftal. Op 28 november 2014 debuteerde hij voor Jong FC Twente in de Eerste divisie tegen N.E.C. Da Cruz mocht na tachtig minuten invallen voor Merlin Schütte.

### FC Twente
In januari 2015 tekende Da Cruz een opleidingscontract bij FC Twente. Op 15 augustus 2015 debuteerde hij in de hoofdmacht. In de wedstrijd tegen ADO Den Haag kwam hij in de tweede helft het veld in voor Bruno Uvini. Een week later stond hij in de wedstrijd tegen PEC Zwolle voor het eerst in de basis. Op 23 september maakte hij zijn debuut in de KNVB Beker, tegen FC Groningen (1-2). Hij verving Kamohelo Mokotjo in de 86e minuut.

### FC Dordrecht
Gedurende het seizoen 2016/17 werd hij verhuurd aan FC Dordrecht. Hij maakte zijn debuut voor de ploeg in de Jupiler League op 19 augustus 2016 tegen SC Cambuur (0-1). Hij begon in de basis, maar werd na 49 minuten gewisseld voor Blake Thompson. Da Cruz speelde bijna alles. Hij kwam tot 29 wedstrijden en 5 doelpunten.

### Novara
In juli 2017 tekende Da Cruz een driejarig contract bij het Italiaanse Novara Calcio. In 19 wedstrijden scoorde hij in totaal 5 keer. Hij speelde alle wedstrijden van de seizoenshelft, op twee wedstrijden waarin hij geschorst was na.

### Parma
In januari 2018 maakte hij voor 3 miljoen euro de overstap naar Parma Calcio 1913. Hij maakte op 3 februari zijn debuut, tegen Brescia Calcio (1-2). Hij raakte aan het einde van het seizoen geblesseerd en speelde zes wedstrijden in de Serie B. In de zomer promoveerde Parma, en op 26 augustus 2018 maakte Da Cruz zijn debuut in de Serie A, tegen SPAL (0-1). Hij speelde drie wedstrijden op het hoogste niveau van Italië.

### Spezia
Op 11 januari 2019 werd Da Cruz voor een half jaar verhuurd aan Spezia in de Serie B. Hij speelde veertien wedstrijden voor de club. In zijn debuut tegen Venezia FC (1-1) maakte hij meteen zijn eerste doelpunt.

### Ascoli
Na een half jaar bij Spezia te hebben gespeeld, werd Da Cruz door Parma verhuurd aan Ascoli, dat ook uitkwam in de Serie B. Hij maakte zijn debuut in de eerste speelronde tegen Trapani Calcio en pakte meteen een rode kaart. Hij werd voor twee wedstrijden geschorst. Hij speelde vijftien wedstrijden voor Ascoli in de competitie, waarin hij vijf keer scoorde. Ook ontving hij drie rode kaarten. In de Coppa Italia speelde hij ook drie maal voor Ascoli, waaronder tegen Genoa CFC (2-3). 

### Sheffield Wednesday
Op 29 januari 2020 werd bekendgemaakt dat Da Cruz 2019/20 op huurbasis afmaakte bij Sheffield Wednesday FC in de Championship. In zijn debuut tegen Millwall FC op 1 februari 2020 mocht hij invallen voor Jacob Murphy. Da Cruz kwam vijftien keer uit voor Sheffield Wednesday, waaronder één maal in de FA Cup tegen Manchester City (0-1).

### FC Groningen
In het seizoen 2020/21 werd Da Cruz voor de vierde keer verhuurd door Parma. Ditmaal werd Da Cruz verhuurd aan FC Groningen waarbij een optie tot koop werd bedongen. Op 18 oktober 2020 maakte hij zijn debuut voor FC Groningen, tegen FC Utrecht (0-0). Hij kwam in de 65e minuut in de ploeg voor Patrick Joosten. Op 9 mei 2021 scoorde Da Cruz twee keer in een 0-4 winst tegen FC Emmen. Groningen eindigde 7e in de Eredivisie, waardoor ze mochten deelnemen aan de play-offs voor een plek in de UEFA Conference League. Da Cruz werd met Groningen uitgeschakeld door FC Utrecht (0-1). De koopoptie in zijn contract werd niet gelicht en hij keerde terug naar Parma.

### Santos Laguna
Parma bereikte in juli 2021 een akkoord over een huurtransfer met het Mexicaanse Santos Laguna, dat uitkwam in de Liga MX. Op 30 augustus 2021 kwam hij voor het eerst uit voor Santos, tegen FC Juárez (2-0). Hij maakte gelijk een doelpunt. Da Cruz speelde met Santos in de halve finale van de Leagues Cup tegen Seattle Sounders (0-1). In Mexico kwam hij tot 8 wedstrijden en 3 doelpunten. 

### Vicenza
In januari 2022 werd Da Cruz voor de zesde keer verhuurd, ditmaal weer in Italië aan LR Vicenza. Hiermee keerde hij terug in de Serie B. Hij scoorde in zijn debuut op 23 januari tegen AS Cittadella. Hij kwam 21 keer uit voor Vicenza, en scoorde twee keer.

### KV Mechelen
In de zomer van 2022 maakte Da Cruz transfervrij de overstap naar KV Mechelen, dat uitkwam in de Jupiler Pro League. Hij maakte zijn debuut op 24 juli 2022, tegen Royal Antwerp FC (0-2). Hij verving in de 61e minuut Geoffry Hairemans. Op 22 oktober maakte hij zijn eerste doelpunt tegen KAS Eupen. Mechelen speelde op 30 april de finale van de Croky Cup tegen Royal Antwerp, maar deze werd met 0-2 verloren.

### Feralpisalò
In de zomer van 2023 keerde Da Cruz terug naar Italië, bij Feralpisalò in de Serie C. Hij kwam tot slechts 13 speelminuten voor de club. Hij viel in op 9 december 2023 tegen Ternana Calcio.

### Fortuna Sittard
Na een halfjaar bij Feralpisalò keerde Da Cruz weer terug naar zijn geboorteland, bij Fortuna Sittard in de Eredivisie. Hij maakte op 28 januari 2024 zijn debuut tegen FC Volendam (0-1). Hij verving in de 89e minuut Kaj Sierhuis. Tegen PEC Zwolle (3-1), op 16 maart, maakte hij zijn eerste doelpunt; hij scoorde de 3-0 in de 91e minuut op aangeven van Ivo Pinto. Hij stond toen nog geen minuut in het veld. In december 2024 scoorde hij drie wedstrijden op rij.

## Statistieken
| Seizoen         | Club                  | Competitie           | Competitie | Competitie | Play-offs | Play-offs | Beker | Beker | Totaal | Totaal |
| Seizoen         | Club                  | Competitie           | Wed.       | Dlp.       | Wed.      | Dlp.      | Wed.  | Dlp.  | Wed.   | Dlp.   |
| --------------- | --------------------- | -------------------- | ---------- | ---------- | --------- | --------- | ----- | ----- | ------ | ------ |
| 2015/16         | FC Twente             | Eredivisie           | 3          | 0          | —         | —         | 1     | 0     | 4      | 0      |
| 2016/17         | FC Twente             | Eredivisie           | 0          | 0          | —         | —         | 0     | 0     | 0      | 0      |
| 2016/17         | → FC Dordrecht        | Eerste divisie       | 29         | 5          | —         | —         | 1     | 0     | 30     | 5      |
| 2017/18         | Novara Calcio         | Serie B              | 19         | 5          | —         | —         | 0     | 0     | 19     | 5      |
| 2017/18         | Parma                 | Serie B              | 6          | 0          | —         | —         | 0     | 0     | 6      | 0      |
| 2018/19         | Parma                 | Serie A              | 3          | 0          | —         | —         | 1     | 0     | 4      | 0      |
| 2018/19         | → Spezia              | Serie B              | 13         | 2          | —         | —         | 0     | 0     | 13     | 2      |
| 2019/20         | → Ascoli              | Serie B              | 15         | 5          | —         | —         | 3     | 1     | 18     | 6      |
| 2019/20         | → Sheffield Wednesday | Championship         | 14         | 0          | —         | —         | 1     | 0     | 15     | 0      |
| 2020/21         | → FC Groningen        | Eredivisie           | 22         | 4          | —         | —         | 0     | 0     | 22     | 4      |
| 2021/22         | → Santos Laguna       | Liga de Expansión MX | 8          | 3          | —         | —         | 0     | 0     | 8      | 3      |
| 2021/22         | → L.R. Vicenza        | Serie B              | 21         | 2          | —         | —         | 0     | 0     | 21     | 2      |
| 2022/23         | KV Mechelen           | Eerste klasse A      | 28         | 3          | 0         | 0         | 6     | 1     | 34     | 4      |
| 2023/24         | Feralpisalò           | Serie C              | 1          | 0          | 0         | 0         | 0     | 0     | 1      | 0      |
| 2023/24         | Fortuna Sittard       | Eredivisie           | 15         | 1          | 1         | 0         | 0     | 0     | 16     | 1      |
| 2024/25         | Fortuna Sittard       | Eredivisie           | 15         | 3          | 2         | 2         | 0     | 0     | 17     | 5      |
| Carrière totaal | Carrière totaal       | Carrière totaal      | 212        | 33         | 3         | 2         | 13    | 2     | 228    | 37     |

Bijgewerkt tot 26 februari 2025.

## Interlandcarrière
Da Cruz kon zowel voor Nederland als voor Kaapverdië uitkomen. Hij debuteerde op 3 september 2014 in Nederland –18. Sindsdien speelde hij zes interlands in dat elftal. Hij kwam één keer uit voor Nederland –20.
Op 24 maart 2023 maakte Da Cruz zijn debuut voor het Kaapverdisch voetbalelftal.
| Interlands van Alessio Da Cruz voor Kaapverdië | Interlands van Alessio Da Cruz voor Kaapverdië | Interlands van Alessio Da Cruz voor Kaapverdië | Interlands van Alessio Da Cruz voor Kaapverdië | Interlands van Alessio Da Cruz voor Kaapverdië | Interlands van Alessio Da Cruz voor Kaapverdië |
| №                                              | Datum                                          | Wedstrijd                                      | Uitslag                                        | Competitie                                     | Goals                                          |
| ---------------------------------------------- | ---------------------------------------------- | ---------------------------------------------- | ---------------------------------------------- | ---------------------------------------------- | ---------------------------------------------- |
| 1                                              | 24 maart 2023                                  | Kaapverdië – Swaziland                         | 0 – 0                                          | Africa Cup 2023 (kwalificatie)                 | 0                                              |